# Operatore lineare chiuso
In matematica, e più specificatamente in analisi funzionale, gli operatori lineari chiusi sono un'importante classe di operatore lineari su uno spazio di Banach. Essi sono più generali degli operatori lineari limitati, e quindi non sono necessariamente continui, ma hanno lo stesso proprietà interessanti per definire lo spettro e (sotto certe assunzioni) un calcolo funzionale per tali operatori. Molti operatori lineari importanti che non sono limitati sono chiusi, come l'operatore derivata e la grande classe degli operatori differenziali, per esempio in meccanica quantistica l'operatore momento e l'operatore posizione.

## Definizione
Sia {\displaystyle B} uno spazio di Banach. Un operatore lineare:
{\displaystyle A\colon {\mathcal {D}}(A)\subset B\to B}
è detto chiuso se per ogni successione {\displaystyle \{x_{n}\}_{n\in \mathbb {N} }} in {\displaystyle {\mathcal {D}}(A)} convergente a {\displaystyle x\in B} tale che:
{\displaystyle \lim _{n\to \infty }Ax_{n}=y\in B\ }
si ha che {\displaystyle x\in {\mathcal {D}}(A)} e che:
{\displaystyle Ax=y\ }
In modo equivalente, {\displaystyle A} è chiuso se il suo grafico è chiuso in {\displaystyle X\oplus Y}.
Dato un operatore {\displaystyle A}, se la chiusura del suo grafico in {\displaystyle X\oplus Y} è il grafico di un qualche operatore {\displaystyle {\overline {A}}} allora {\displaystyle {\overline {A}}} è la chiusura di {\displaystyle A}, e {\displaystyle A} è detto chiudibile. 
{\displaystyle A} è quindi chiudibile se è la restrizione di un operatore chiuso {\displaystyle {\overline {A}}} al dominio {\displaystyle {\mathcal {D}}(A)} di {\displaystyle A}.

## Proprietà
- Per il teorema del grafico chiuso, ogni operatore chiuso definito su tutto lo spazio {\displaystyle X} è limitato.

- Se {\displaystyle A} è chiuso allora {\displaystyle A-\lambda I} è chiuso, dove {\displaystyle \lambda } è uno scalare e {\displaystyle I} l'identità.

- Se {\displaystyle A} è chiuso, allora il suo nucleo è un sottospazio chiuso di {\displaystyle X}.

- Se {\displaystyle A} è chiuso e iniettivo, allora il suo inverso {\displaystyle A^{-1}} è chiuso.

- Un operatore {\displaystyle A} ammette una chiusura se e solo se per ogni coppia di successioni {\displaystyle \{x_{n}\}} e {\displaystyle \{y_{n}\}} in {\displaystyle {\mathcal {D}}(A)} convergenti a {\displaystyle x} e tali che sia {\displaystyle \{Ax_{n}\}} che {\displaystyle \{Ay_{n}\}} convergono, si ha:

{\displaystyle \lim _{n}Ax_{n}=\lim _{n}Ay_{n}\ }